# Mr. Heli
Mr. Heli  (Ｍｒ．ＨＥＬＩの大冒険?, Mr. HELI no Daibouken, "la grande avventura di Mr. Heli"), stilizzato Mr. HELI, è un videogioco arcade di tipo sparatutto a scorrimento con protagonista un elicottero, pubblicato nel 1987 dalla Irem. Nella versione arcade nordamericana è intitolato Battle Chopper. Nel 1989 Irem ne pubblicò una conversione per la console PC Engine, mentre la Firebird lo pubblicò per gli home computer Amiga, Amstrad CPC, Atari ST, Commodore 64 e ZX Spectrum.
La versione PC Engine uscì anche su Virtual Console per Wii nel 2008, mentre la versione arcade è inclusa nella raccolta Irem Arcade Hits (Windows e Mac, 2011).
Il gioco non ebbe seguiti, ma l'elicottero di Mr. Heli è poi riapparso in Shuyaku Sentai Irem Fighter (Game Boy, 1993) e come una delle navicelle giocabili in R-Type Final (PS2, 2003) e in R-Type Final 2 (2021).

## Modalità di gioco
Il giocatore pilota un elicottero dall'aspetto cartonesco, in grado sia di volare sia di spostarsi camminando con piedi meccanici quando è a terra. Il gioco si svolge all'interno di caverne lineari con visuale di lato e scorrimento inizialmente verso destra, ma successivamente variabile in tutte le direzioni. Ci possono essere pareti di forma irregolare su entrambi i lati, e a volte anche ostacoli sospesi al centro, ma gli urti con le pareti non sono dannosi, anzi è possibile atterrare sulle superfici in basso.
Inizialmente l'elicottero può sparare illimitatamente sia proiettili in orizzontale davanti, sia razzi verso l'alto oppure bombe a cascata; i razzi vengono sparati quando l'elicottero è in volo e le bombe quando si trova a terra.
Attaccati alle pareti si trovano spesso gruppi di blocchi rocciosi, ai quali si può sparare per distruggerli e liberare cristalli che possono essere raccolti. I cristalli ottenuti vengono convertiti in denaro, che si può spendere per potenziare le armi. Sempre distruggendo i blocchi è possibile scoprire apposite aree, contrassegnate dal simbolo del potenziamento e dal relativo prezzo, sulle quali recarsi per ottenere l'acquisto. In tal modo si aumentano gradualmente le quantità di proiettili, razzi e bombe lanciati contemporaneamente; i razzi aggiuntivi divengono missili autoguidati.
I nemici sono un esercito di postazioni e veicoli futuristici al servizio dello scienziato pazzo noto col nome di battaglia The Muddy. I livelli sono sei, con aspetto e nemici differenti, e in ognuno di essi c'è da sconfiggere un miniboss (a metà stage) e un boss (a fine stage), fatta eccezione per il sesto, privo di miniboss, dove da ultimo si affronterà The Muddy. In alcune conversioni il numero dei livelli è ridotto a tre.
Il giocatore ha a disposizione più vite e per ciascuna una barra di energia che cala urtando i nemici o i loro proiettili. Recuperi di energia e scudi protettivi possono essere occasionalmente acquistati con le stesse modalità dei potenziamenti delle armi, ma non si ricevono tra un livello e l'altro.
Le vite sono tre, aumentabili al raggiungimento di determinati punteggi; si perde una vita se viene tolta tutta l'energia, oppure se non si riesce a completare un livello entro un tempo stabilito.